# بخش کاکی
بخش کاکی یکی از بخش‌های شهرستان دشتی در استان بوشهر در جنوب کشور ایران است.

## تقسیمات کشوری
- بخش کاکی
  - دهستان کاکی
  - دهستان کبگان
  - دهستان چغاپور

شهرها: کاکی - بادوله

## جمعیت
بنابر سرشماری مرکز آمار ایران در سال ۱۳۹۵، جمعیت بخش کاکی شهرستان دشتی از قرار ۲۵٬۲۸۳ نفر می‌باشد و در سال ۱۳۸۵ برابر با ۲۲٫۷۹۸ نفر بوده‌است.

## زلزله ۹۲
زمین‌لرزه فروردین ۱۳۹۲ استان بوشهر که کانون آن در فاصله ۱۶ کیلومتری شمال شرق شهر کاکی و تقریباً در همین فاصله در شمال غرب شهر شُنبه رخ داد، که شهر کاکی خسارت قابل توجهی ندید و اما شهر کوچک شُنبه و روستاهای تابع آن در بخش شنبه و طسوج بشدت تخریب شدند.